# تیره‌خروس‌ها
تیره‌خروس‌ها یا سیاه‌خروس‌های جنگلی (نام علمی: Dendragapus) یک سرده از تیرهٔ قرقاولان است که دربرگیرندهٔ دو گونه از سیاه‌خروس‌های نزدیک به هم است که اغلب به عنوان یک آرایه متغیر تکی (سیاه‌خروس آبی) در نظر گرفته می‌شوند. این دو گونه سیاه‌خروس تیره (نام علمی: Dendragapus obscurus) و سیاه‌خروس دودی (نام علمی: Dendragapus fuliginosus) هستند. علاوه بر این، سیاه‌خروس کانادایی و سیاه‌خروس روسی جزء این سرده به‌شمار می‌روند.

## ویژگی‌های ریخت‌شناسی
اینها سیاه‌خروس‌های بزرگی هستند که در مناطق مرتفع آمریکای شمالی و اوراسیا زندگی می‌کنند. «سیاه‌خروس دودی» در رشته‌کوه‌های ساحلی اقیانوس آرام و سیرا نوادا و باقرقره تیره در کوه‌های راکی یافت می‌شود. این دو گونه در ابتدا به عنوان گونه‌های جداگانه در نظر گرفته می‌شدند، اما در بیشتر قرن بیستم هم‌نوع در نظر گرفته می‌شدند. با این حال، در سال ۲۰۰۶ اتحادیه پرنده‌شناسان آمریکا آنها را دوباره تقسیم کرد، پیرو کاری مبتنی بر DNA باروکلاف و همکاران (۲۰۰۴) که نتایج آن از کار قبلی بروکس (۱۹۲۹) که این دو گونه را بر اساس ریخت‌شناسی، رفتار و صداها در نظر می‌گرفت، به عنوان گونه‌های جداگانه به‌شمار آوردند. محدوده‌های دقیق این دو گونه در جنوب به خوبی مشخص است، که توسط مناطق وسیعی از زیستگاه‌های نامناسب بدون جنگل از هم جدا شده‌است، اما در شمال محدوده این سرده که در آن جدایی وجود ندارد، تا حدودی نامشخص است. مطالعه باروکلاف و همکاران این جمعیت شمالی را شامل نشد.
بالغان دم مربعی بلندی دارند که در انتها خاکستری است (در «سیاه‌خروس دودی» روشن‌تر است). نرهای بالغ عمدتاً تیره‌رنگ هستند (مخصوصاً سیاه‌خروس دودی) با کیسه هوای گلویی زرد (سیاه‌خروس دودی) یا مایل به ارغوانی (سیاه‌خروس تیره) که توسط سفیدی یا زرد (سیاه‌خروس دودی) یا غبغبک زرد تا قرمز (سیاه‌خروس تیره) روی چم در زمان نمایش‌های جفت‌یابی قرار دارد. ماده‌های بالغ هر دو گونه به رنگ قهوه‌ای خالدار با نشان‌های قهوه‌ای تیره و سفید در زیرتنه هستند.
زیستگاه زادآوری آنها در لبه جنگل‌های مخروطیان و مختلط در مناطق کوهستانی آمریکای شمالی و اوراسیا است. دامنه آنها ارتباط نزدیکی با مخروطیان مختلف دارد. آشیانه به صورت خراش روی زمین است که در زیر درختچه یا کنده درخت پنهان شده‌است.
همه گونه‌ها دارای جمعیت سالم هستند، به جز کاهش جمعیت و از دست دادن زیستگاه، «سیاه‌خروس دودی» در انتهای جنوبی محدوده آن در جنوب کالیفرنیا، و سیاه‌خروس روسی (سیبری) که تقریباً نزدیک تهدید در نظر گرفته می‌شود.

## گونه‌های موجود
| نر | ماده | نام علمی                | نام رایج      | پراکندگی                                         |
| -- | ---- | ----------------------- | ------------- | ------------------------------------------------ |
|    |      | Dendragapus obscurus    | سیاه‌خروس تیره | کوه‌های راکی در آمریکای شمالی                     |
|    |      | Dendragapus fuliginosus | سیاه‌خروس دودی | از جنوب شرقی آلاسکا و یوکان در جنوب تا کالیفرنیا |

### سنگواره‌ها
گونه‌های سنگواره‌ای پلیستوسن پسین که توصیف شده‌اند، یکی Dendragapus gilli (غرب و غرب-مرکز ایالات متحده) است که در ابتدا در یک سرده متمایز Palaeotetrix قرار گرفتند و دیگری Dendragapus lucasi (تنها از دریاچه فسیلی، ایالات متحده) شناخته شده‌است.

## نگارخانه

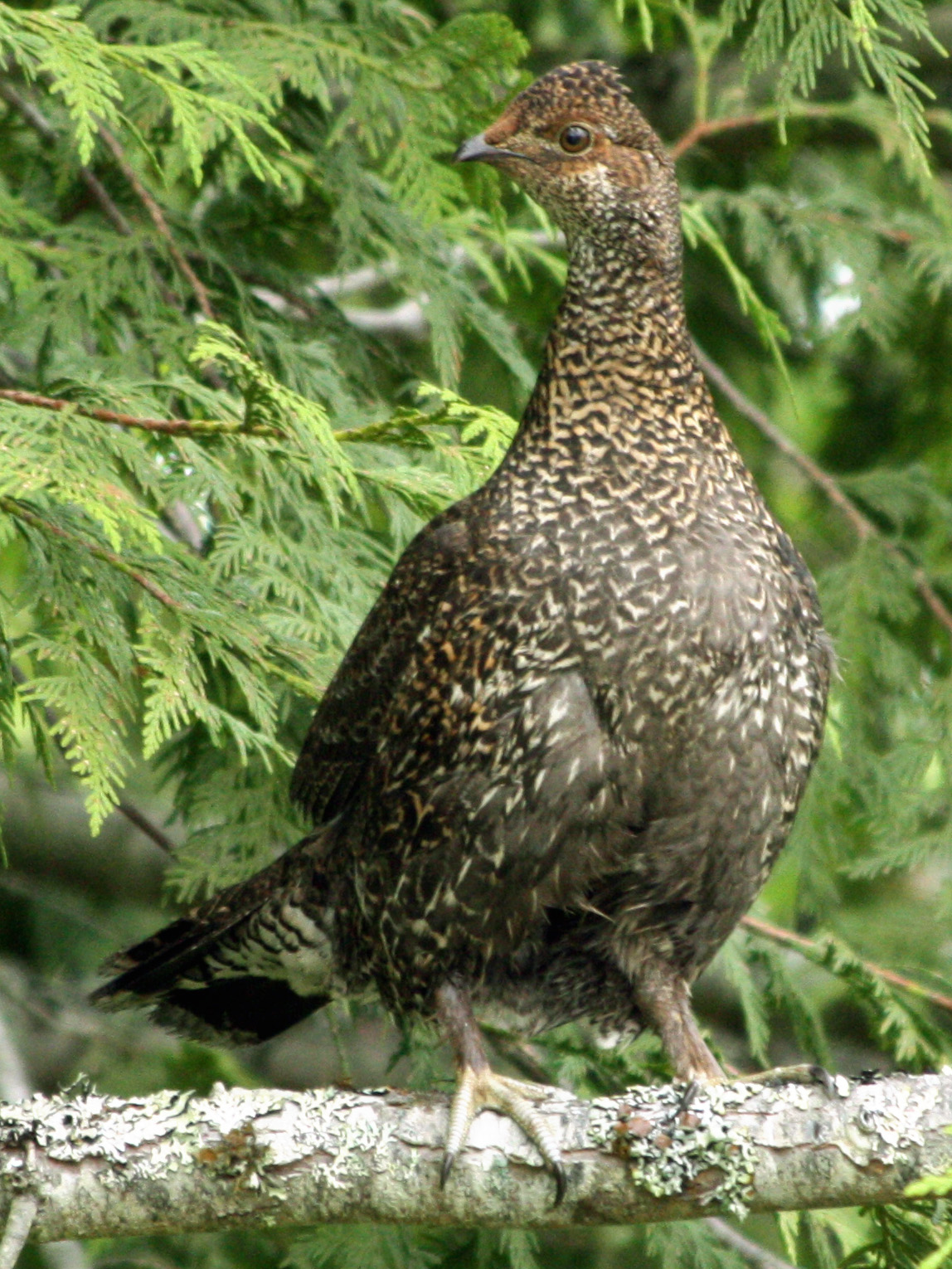
ماده‌های هر دو گونه ("سیاه‌خروس دودی" در نگاره) قهوه‌ای خال‌دار با نشان‌های قهوه‌ای تیره و سفید در زیرتنه هستند.
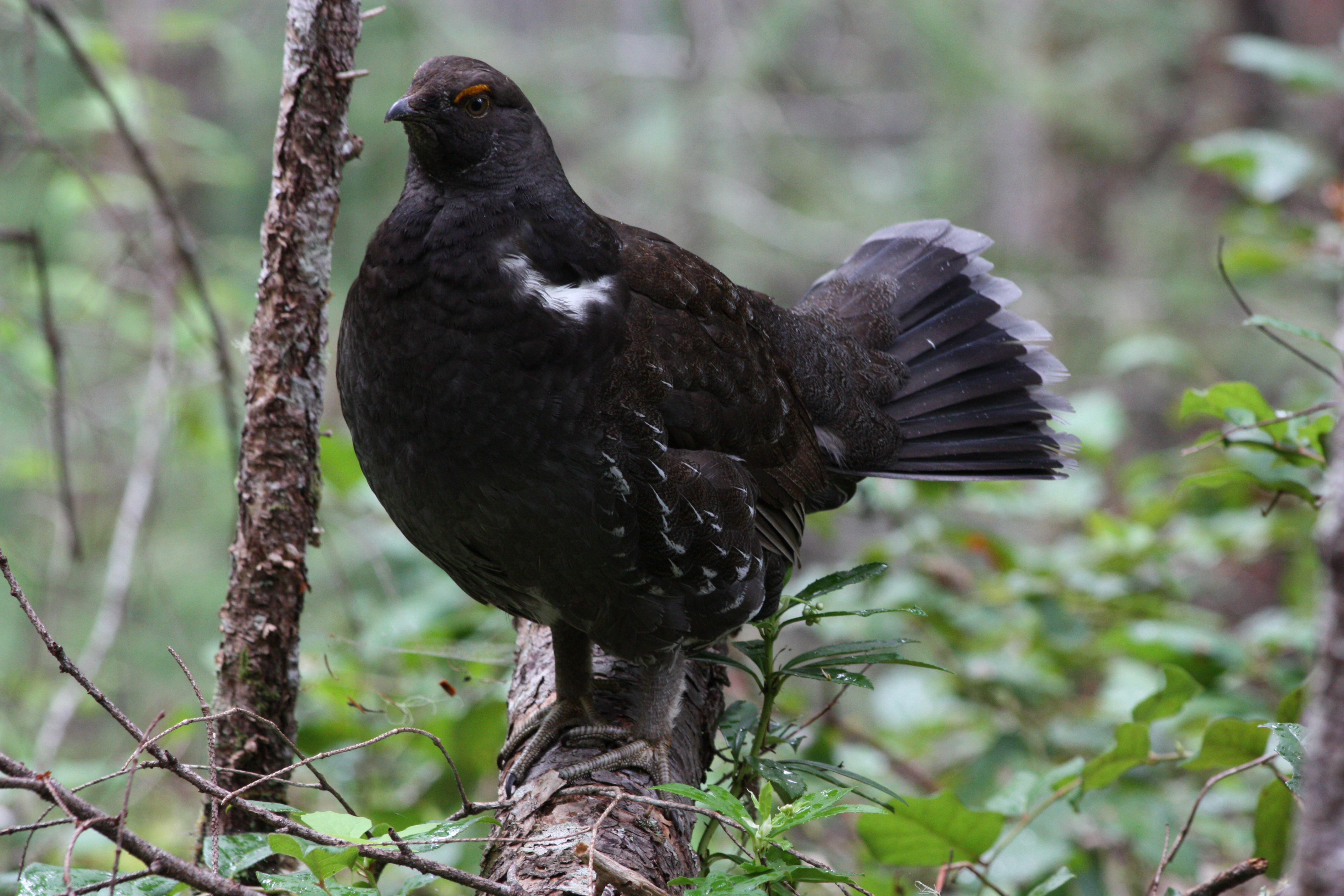
در پوشش زادآوری، این "سیاه‌خروس دودی" نر شکل عادی این گونه است. به رنگ خاکستری تیره با یک غبغبک زرد روی چشم است. دم بلند و سیاه با نوک مربعی خاکستری کم‌رنگ است.